# Otto Thedsen
Otto Thedsen (* 1. Januar 1886 in Hamburg; † 11. Februar 1949) war ein deutscher Konteradmiral (Ing.) der Kriegsmarine.

## Leben
Otto Thedsen war am 1. Februar 1905 als Heizer in die Kaiserliche Marine eingetreten. Später kam er zur U-Bootwaffe und wurde dort U-Boot-Maschinist.
In der Reichsmarine wurde er am 1. April 1921 zum Leutnant (Ing.). Er war als Leitender Ingenieur auf dem Torpedoboot G 8, welches zu dieser Zeit unter dem Kommando von Karl Dönitz stand. Diese Verbindung führte in der Kriegsmarine dazu, dass Dönitz Korvettenkapitän (Ing.) (Beförderung am 1. April 1935) Thedsen als Flottilleningenieur bei der U-Boot-Flottille Weddigen (1935/36).
Von Januar 1936 bis Oktober 1939 war er Verbandsingenieur beim Führer der Unterseeboote. Anschließend war er bis 30. September 1941 Verbandsingenieur und dann bis 8. Mai 1945 Chefingenieur beim Kommandierenden Admiral der U-Boote und später zugleich dort Chef der Technischen Abteilung. Am 1. März 1943 wurde er zum Konteradmiral (Ing.) befördert.
Nach dem Krieg kam er in Kriegsgefangenschaft, aus welcher er am 24. Februar 1946 entlassen wurde.
Reinhard Stumpf bezeichnete Thedsen als „einer der bekannteren Ingenieuradmirale des Zweiten Weltkriegs“.